# Denisa Allertová
Denisa Allertová (Prága, 1993. március 7. –) cseh hivatásos teniszezőnő.
2010-ben kezdte profi pályafutását. Tíz egyéni és két páros ITF-tornán végzett az első helyen. WTA-tornát eddig még nem nyert, egy alkalommal játszott döntőt, 2015-ben Kantonban. Legjobb egyéni világranglista-helyezése egyéniben az 55. hely, amit 2016. március 21-én ért el, párosban a 291. helyezés, amelyen 2016. augusztus 1-én állt.
A Grand Slam tornákon a legjobb eredménye egyéniben a 4. kör, amelyet a 2018-as Australian Openen ért el. Párosban az 1. körig jutott mind a négy Grand Slam-tornán.
2010-ben Csehszlovákia képviseletében részt vett a 2010-es nyári ifjúsági olimpia tenisztornáján. 2015-ben bekerült Csehország Fed-kupa-válogatottjába.

## WTA-döntői

### Egyéni

#### Elveszített döntői (1)
| Összesítés           |                        |
| Grand Slam-torna (0) |                        |
| Tier I (0)           | Premier Mandatory* (0) |
| Tier II (0)          | Premier Five* (0)      |
| Tier III (0)         | Premier* (0)           |
| Tier IV (0)          | International* (0)     |
| Tier V (0)           | Challenger* (0)        |

* 2009-től megváltozott a tornák rendszere.
 Az egymás mellett azonos színnel jelölt tornatípusok között nincs teljes mértékű megfelelés.
| No. | Dátum                | Helyszín                                     | Borítás | Ellenfél a döntőben | Eredmény a döntőben | Eredmény a döntőben |
| 1.  | 2015. szeptember 21. | Guangzhou International Women’s Open, Kanton | Kemény  | Jelena Janković     | 2–6, 0–6            |                     |

## ITF döntői

### Egyéni (10–7)
| Díjazás        |
| -------------- |
| $100,000 torna |
| $75,000 torna  |
| $50,000 torna  |
| $25,000 torna  |
| $15,000 torna  |
| $10,000 torna  |

| Eredmény | No. | Dátum               | Torna                          | Borítás    | Ellenfél                | Eredmény         |
| -------- | --- | ------------------- | ------------------------------ | ---------- | ----------------------- | ---------------- |
| Döntős   | 1.  | 2011. augusztus 15. | Pöstyén, Szlovákia             | Salak      | Hilda Melander          | 3–6, 3–6         |
| Győztes  | 1.  | 2012. december 3.   | Antalya, Törökország           | Salak      | Natalija Kostić         | 5–7, 7–5, 6–1    |
| Győztes  | 2.  | 2013. január 14.    | Sarm es-Sejk, Egyiptom         | Kemény     | Eugeniya Pashkova       | 6–2, 4–6, 7–6(1) |
| Győztes  | 3.  | 2014. március 17.   | Antalya, Törökország           | Kemény     | Barbora Krejčíková      | 6–3, 6–2         |
| Győztes  | 4.  | 2014. március 24.   | Antalya, Törökország           | Kemény     | Bibiane Schoofs         | 6–4, 6–3         |
| Győztes  | 5.  | 2014. április 21.   | Isztambul, Törökország         | Kemény     | Julija Bejhelzimer      | 6–2, 6–3         |
| Győztes  | 6.  | 2014. június 9.     | Budapest, Magyarország         | Salak      | Adrijana Lekaj          | 7–6(6), 7–6(3)   |
| Győztes  | 7.  | 2014. június 23.    | Siófok, Magyarország           | Salak      | Martina Borecká         | 6–2, 6–3         |
| Döntős   | 2.  | 2014. július 14.    | Olomouc, Csehország            | Salak      | Petra Cetkovská         | 6–3, 1–6, 4–6    |
| Győztes  | 8.  | 2014. július 28.    | Plzeň, Csehország              | Salak      | Anasztaszija Vasziljeva | 6–1, 6–1         |
| Győztes  | 9.  | 2014. szeptember 1. | Alphen aan den Rijn, Hollandia | Salak      | Teliana Pereira         | 6–3, feladta     |
| Döntős   | 3.  | 2015. augusztus 10. | Prága, Csehország              | Salak      | María Teresa Torró Flor | 3–6, 6–7(5)      |
| Döntős   | 4.  | 2016. november 7.   | Pozsony, Szlovákia             | Kemény (f) | Andreea Mitu            | 2–6, 3–6         |
| Győztes  | 10. | 2017. március 6.    | Csuhaj, Kína                   | Kemény     | Cseng Szaj-szaj         | 6–3, 2–6, 6–4    |
| Döntős   | 5.  | 2019. február 17.   | Trnava, Szlovákia              | Kemény (f) | Izabella Sinikova       | 1–6, 3–6         |
| Döntős   | 6.  | 2019. június 23.    | Staré Splavy, Csehország       | Salak      | Barbora Krejčíková      | 2–6, 3–6         |
| Döntős   | 7.  | 2019. július 28.    | Prága, Csehország              | Salak      | Tamara Korpatsch        | 5–7, 3–6         |

### Páros (2–1)
| Borítás        |
| -------------- |
| $100,000 torna |
| $75,000 torna  |
| $50,000 torna  |
| $25,000 torna  |
| $15,000 torna  |
| $10,000 torna  |

| Eredmény | No. | Dátum             | Torna                | Borítás | Partner          | Ellenfél                        | Eredmény |
| -------- | --- | ----------------- | -------------------- | ------- | ---------------- | ------------------------------- | -------- |
| Döntős   | 1.  | 2012. október 1.  | Solin, Horvátország  | Salak   | Michaela Boev    | Lenka Juríková Chantal Škamlová | 5–7, 4–6 |
| Győztes  | 1.  | 2014. március 31. | Antalya, Törökország | Kemény  | Chantal Škamlová | Melis Sezer İpek Soylu          | 6–2, 6–1 |
| Győztes  | 2.  | 2014. június 23.  | Siófok, Magyarország | Salak   | Chantal Škamlová | Martina Borecká Petra Krejsová  | 6–1, 6–3 |

## Eredményei Grand Slam-tornákon

### Egyéni
| Grand Slam | Australian Open | Australian Open    | Roland Garros  | Roland Garros            | Wimbledon | Wimbledon          | US Open        | US Open         |
| Év         | Eredmény        | Utolsó ellenfél    | Eredmény       | Utolsó ellenfél          | Eredmény  | Utolsó ellenfél    | Eredmény       | Utolsó ellenfél |
| 2014       | −               | −                  | −              | −                        | −         | −                  | Selejtező (Q2) | Selejtező (Q2)  |
| 2015       | 2. kör          | Alizé Cornet       | 2. kör         | Cvetana Pironkova        | 2. kör    | Caroline Wozniacki | 2. kör         | Roberta Vinci   |
| 2016       | 3. kör          | Konta Barbara      | 1. kör         | Nara Kurumi              | 2. kör    | C Suárez Navarro   | 2. kör         | Johanna Larsson |
| 2017       | 1. kör          | Dominika Cibulková | –              | –                        | 2. kör    | Petra Martić       | 2. kör         | Ószaka Naomi    |
| 2018       | 4. kör          | Elina Szvitolina   | 1. kör         | Aljakszandra Szasznovics | 1. kör    | Anett Kontaveit    | –              | –               |
| 2019       | Selejtező (Q1)  | Selejtező (Q1)     | Selejtező (Q1) | Selejtező (Q1)           | –         | –                  | 1. kör         | Petra Kvitová   |

### Páros
| Grand Slam | Australian Open     | Australian Open               | Roland Garros          | Roland Garros           | Wimbledon             | Wimbledon                      | US Open             | US Open                          |
| Év         | Eredmény Partner    | Utolsó ellenfél               | Eredmény Partner       | Utolsó ellenfél         | Eredmény Partner      | Utolsó ellenfél                | Eredmény Partner    | Utolsó ellenfél                  |
| 2015       | –                   | –                             | 1. kör Petra Cetkovská | Date Kimiko F Schiavone | –                     | –                              | 1. kör Ana Konjuh   | Karin Knapp Roberta Vinci        |
| 2016       | 1. kör Demi Schuurs | Csan Hao-csing Csan Jung-zsan | –                      | –                       | 1. kör AK Schmiedlová | Julia Görges Karolína Plíšková | 1. kör A-L Friedsam | Andrea Hlaváčková Lucie Hradecká |
| 2017       | –                   | –                             | –                      | –                       | –                     | –                              | –                   | –                                |

## Év végi világranglista-helyezései
| Év     | 2010 | 2011 | 2012 | 2013 | 2014 | 2015 | 2016 | 2017 | 2018 | 2019 |
| Egyéni | 943. | 480. | 635. | 327. | 110. | 63.  | 95.  | 122. | 160. | 226. |
| Páros  | −    | 938. | 620. | 501. | 553. | 891. | 304. | 693. | –    | 471. |